# La Norville
La Norville ist eine französische Gemeinde mit 4308 Einwohnern (Stand: 1. Januar 2022) im Département Essonne der Region Île-de-France. Sie gehört zum Arrondissement Palaiseau und zum Kanton Arpajon. Die Einwohner heißen Norvillois.

## Geographie
La Norville liegt 32 Kilometer südwestlich von Paris im Tal der Orge in der Landschaft Hurepoix.
Umgeben wird Norville von den Nachbargemeinden Saint-Germain-lès-Arpajon im Norden und Osten, Brétigny-sur-Orge im Osten, Marolles-en-Hurepoix im Südosten, Guibeville im Süden, Avrainville im Südwesten sowie Arpajon im Westen und Nordwesten.

## Bevölkerungsentwicklung
| Jahr      | 1962 | 1968 | 1975 | 1982 | 1990 | 1999 | 2006 | 2011 |
| Einwohner | 1412 | 1687 | 2035 | 2318 | 3822 | 3944 | 3960 | 4048 |

## Sehenswürdigkeiten
- Kirche Saint-Denis aus dem 12. Jahrhundert, mit Umbauten aus dem 15. Jahrhundert, seit 1952 Monument historique
- Schloss La Norville